# Woodland Township (comté de Decatur, Iowa)
Woodland Township est un township, du comté de Decatur en Iowa, aux États-Unis,.
Le township est nommé Woodland (en français : terre de bois), en référence aux bois précieux qui y poussaient.

## Source de la traduction
- (en) Cet article est partiellement ou en totalité issu de l’article de Wikipédia en anglais intitulé « Woodland Township, Decatur County, Iowa » (voir la liste des auteurs).